# Sardor Rashidov
Sardor Rashidov (en uzbeko: Сардор Рашидов Ихтиёрович; Yizaj, RSS de Uzbekistán; 14 de junio de 1991) es un futbolista uzbeko. Juega de delantero y su equipo actual es el Umm Salal de la Liga de fútbol de Catar. Es internacional absoluto por la selección de Uzbekistán desde 2013.

## Trayectoria
Sardor Rashidov estudió en la academia del club Bunyodkor. En la edad mayor se hizo en el 2008 parte del club de su ciudad nativa Sogdiana Jizzakh y jugó 2 partidos en el campeonato de Uzbekistán. En el 2008 entró al equipo Bunyodkor. Por mucho tiempo Sardor fue uno de los jugadores del núcleo del club y uno de los mejores bombarderos del equipo, distinguiendose en los 78 partidos por 22 goles marcados. En el equipo fue tres veces campeón del mundo, ganador de la Copa y Super Copa nacionales. En el fútbol asiático se hizo campeón de la Liga de Campeones de la AFK en el año 2012.
El 9 de julio de 2015 Sardor Rashidov firmó un contrato con el club catarí El Jaish. Por esta transferencia el club catarí le pagó al Bunyodkor 2,1 millones de dólares. Hasta ahora ha jugado en la Superliga de Catar 21 partidos, distinguiendose por 9 goles marcados.
El en año 2017 se unió al club Al-Jazira de los Emiratos Árabes Unidos, tomando parte en la copia mundial del año 2017. El en año 2018 volvió a la patria, dónde se hizo parte del club Lokomotiv Tashkent, con el que ganó el campeonato del país. En el inicio del año 2019 se hizo miembro del club portugués Nacional ubicado en Funchal.

## Selección nacional
En el 2013 jugó el primer partido oficial en la selección nacional de Uzbekistán. Hasta ahora jugó 22 partidos en el equipo principal del país, marcando 6 goles.
Con la selección participó en la Copa Asiática 2015 en Australia. En el tornero Sardor Rashidov jugó todos los cuatro partidos de la selección. En los partidos de la Copa se distinguió dos veces, marcando ambos goles en el partido contra la Arabia Saudita, decisivo para la entrada al cuarto de final.

## Clubes
| Club               | País                   | Año           |
| ------------------ | ---------------------- | ------------- |
| Sogdiana Jizzakh   | Uzbekistán             | 2007-2008     |
| FC Bunyodkor       | Uzbekistán             | 2009-2015     |
| El Jaish           | Catar                  | 2015-2017     |
| Al Jazira          | Emiratos Árabes Unidos | 2017          |
| Lokomotiv Tashkent | Uzbekistán             | 2018          |
| Nacional           | Portugal               | 2019          |
| Qatar SC           | Catar                  | 2019-2020     |
| Pakhtakor          | Uzbekistán             | 2021          |
| Kuwait SC          | Kuwait                 | 2021          |
| Pakhtakor          | Uzbekistán             | 2022          |
| Umm Salal          | Catar                  | 2022-presente |

## Palmarés

### Títulos nacionales
| Título                   | Club               | País       | Año  |
| ------------------------ | ------------------ | ---------- | ---- |
| Super Liga de Uzbekistán | FC Bunyodkor       | Uzbekistán | 2010 |
| Super Liga de Uzbekistán | FC Bunyodkor       | Uzbekistán | 2011 |
| Super Liga de Uzbekistán | FC Bunyodkor       | Uzbekistán | 2013 |
| Super Liga de Uzbekistán | Lokomotiv Tashkent | Uzbekistán | 2018 |
| Super Liga de Uzbekistán | Pakhtakor          | Uzbekistán | 2021 |
| Copa de Uzbekistán       | FC Bunyodkor       | Uzbekistán | 2010 |
| Copa de Uzbekistán       | FC Bunyodkor       | Uzbekistán | 2012 |
| Copa de Uzbekistán       | FC Bunyodkor       | Uzbekistán | 2013 |
| Supercopa de Uzbekistán  | FC Bunyodkor       | Uzbekistán | 2014 |

### Distinciones individuales
| Distinción                                  | Año  |
| ------------------------------------------- | ---- |
| Futbolista del año en Uzbekistán: 2.º lugar | 2015 |